# Паваротті (фільм)
«Паваротті» (англ. Pavarotti) — документальний фільм 2019 року режисера Рона Говарда про італійського оперного співака Лучано Паваротті. Світова прем'єра фільму відбулась за сприянням Fathom Events 4 червня 2019 року, показ у кінотеатрах розпочався 7 червня 2019 року. Стрічка є спільним виробництвом США та Великої Британії, дистриб'юцією займалися CBS Films і HanWay Films, в Україні — Вольга Україна.

## Виробництво
Фільм був створений з використанням сімейних архівів, інтерв'ю та записів живої музики Лучано Паваротті.
Рон Говард став не тільки режисером, а й був продюсером разом із Браяном Грейзером, Найджелом Сінклером, Майклом Розенбергом та Жанною Ельфант Фестою. Девід Блекмен та Дікон Стайнер були залучені як виконавчі продюсери.

### Саундтрек
Офіційний саундтрек-альбом «Pavarotti: Music from the Motion Picture» вийшов на інтернет-платформах та компакт-диску 7 червня 2019 року під лейблом Decca Records. Альбом складається з 22 композицій, це студійні та живі записи.

## Випуск
10 лютого 2019 року на 61-й щорічній премії «Греммі» було показано перший трейлер фільму. У Великій Британії прокат розпочався 15 липня 2019 року за сприянням Entertainment One Films.

## Сприйняття

### Касові збори
Фільм зібрав 4,7 мільйона доларів у Сполучених Штатах Америки та Канаді та 1,2 мільйона доларів на інших територіях, загалом у світі — 5,9 мільйона доларів.

#### США та Канада
У перші вихідні прокату в Сполучених Штатах та Канаді «Паваротті» зібрав $144 032 з 19 кінотеатрів у 17 містах. Фільм заробив $221 207 доларів у наступні вихідні, посівши двадцяте місце, і $431 140 — на третьому тижні; касові збори збільшились на 95 %, зупинившись на 16 місці з загальною сумою $1 014 228. Наступного тижня фільм отримав $553 067 з 288 кінотеатрів, посівши 17 місце. На восьмий тиждень прокату кількість кінотеатрів зменшилась до 135, потім до 94. За дев'ятий вікенд касові збори склали $851 56, загалом фільм зібрав $4 445 534.

#### Велика Британія
У Великій Британії фільм зібрав £30 456 у 42 кінотеатрах за другий вікенд, середній показник складає £725. Касові збори зменшились на 92 % у порівнянні з першим тижнем, фільм посів 23 місце. Загальна сума зборів склала £492 763 ($610 157). У третій вікенд він отримав ще £25 197 ($30 646) з 48 кінотеатрів і £14 275 ($16 857) у четвертий з 27 кінотеатрів, загальна сума склала £601 010 ($722 889) за тиждень, який закінчився 11 серпня.

#### Інші території
У Новій Зеландії він вийшов 13 червня 2019 року за сприяння Madman Entertainment, зібравши $46 260 у перші вихідні з 50 кінотеатрів, закінчивши на восьмому місці в прокаті. За дев'ять тижнів він отримав $391 659. Фільм також зібрав $295 236 — у Польщі, $46 087 — у Португалії, $46 087 — у Росії, $22 030 — у Словаччині та $10 191 — в Об'єднаних Арабських Еміратах.

### Критика
На сайті Rotten Tomatoes фільм має рейтинг схвалення 85 % на основі 62 відгуків із середньою оцінкою 6,28/10. Критичний консенсус вебсайту зазначає: «„Паваротті“ складає данину поваги видатному діячу культури з такою документальністю, що очевидна прихильність до об'єкта кінокартини є заразною». На Metacritic фільм має середньозважену оцінку 66 з 100, що вказує на «в цілому сприятливі відгуки».
CBS News заявив, що «новий документальний фільм про Паваротті лунає, як його легендарний голос». «USA Today» заявила, що фільм «служить яскравим нагадуванням про те, яку величезну роль відіграв великий співак Лучано Паваротті в житті покоління» і що «пристрасний спосіб життя, сяючої оперної зірки, яка любить гавайські сорочки, є найчарівнішим елементом у фільмі». Оглядачі«Нью-Йорк таймс» написали: «Якби у Лучано Паваротті коли-небудь був поганий день, ви цього не дізнаєтись з фільму, він — оптимістичний, він розповідає про життя співака чи, принаймні, його кращі моменти». З іншого боку, оглядачі NPR заявили, що фільм «пропускає всі потрібні ноти», додаючи: «Здається, „Паваротті“ втратив шанс розповісти гарну історію». У «Вашингтон пост» цей документальний фільм описаний як «жахливий, але своєчасний», «посередній, недосконалий і дратівливий», який все-таки повинні подивитися любителі опери.